# Exupère-François Alais
Pour les articles homonymes, voir Alais.
Exupère-François Alais, né le 23 décembre 1815 à Vire et mort dans la même ville le 12 août 1866, est un sculpteur français.

## Biographie
Exupère-François Alais naquit à Vire (Calvados), en 1815. Doué d'un esprit satirique, il exécuta dans sa ville natale plusieurs portraits et caricatures de ses contemporains, médaillons, masques et figurines en mastic et en terre cuite, qu'il exposait devant la maison qu'il habitait au bas de la Grand'Rue. La plupart de ses œuvres ont été perdues ; cependant le musée de Vire possède de lui quatorze mascarons grotesques, représentant des Virois du temps de Louis-Philippe, dont deux ont figuré à l'Exposition centennale de 1900 sous les numéros 1428 et 1429. Il mourut en 1866.